# Saint-Laurent-des-Bois, Loir-et-Cher
Saint-Laurent-des-Bois là một xã thuộc tỉnh Loir-et-Cher miền trung nước Pháp.